# Sovkhoz Pojarski
Sovkhoz Pojarski (en rus: Совхоз Пожарский) és un poble del krai de Primórie, a l'Extrem Orient de Rússia, que en el cens del 2010 tenia 212 habitants.